# Leslie Osborne
Leslie Marie Osborne (* 27. Mai 1983 in Milwaukee, Wisconsin) ist eine ehemalige US-amerikanische Fußballspielerin, die zuletzt in der Saison 2013 bei den Chicago Red Stars in der National Women’s Soccer League unter Vertrag stand.

## Karriere

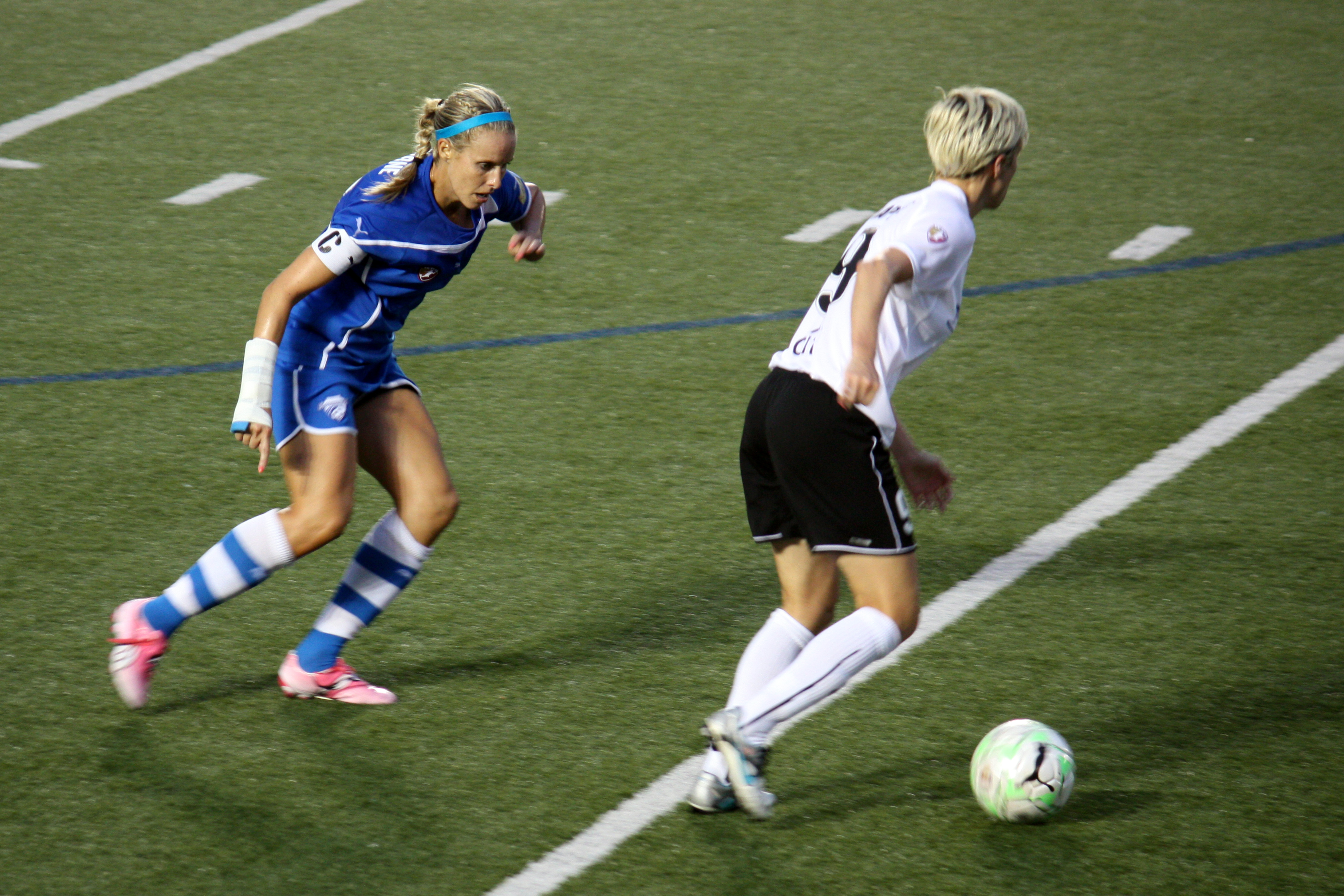
Osborne (links) im Zweikampf mit Megan Rapinoe (2011)

### Verein
Vor beziehungsweise nach ihrem Studium an der Santa Clara University spielte Osborne für die zweitklassigen Teams Chicago Cobras und California Storm in der W-League beziehungsweise WPSL. Ihren ersten Profivertrag unterschrieb sie zur Saison 2009, die sie beim FC Gold Pride in der WPS absolvierte. Die beiden folgenden Jahre spielte Osborne für die WPS-Franchise der Boston Breakers, der sie auch nach der Auflösung der WPS treu blieb und für die sie im Jahr 2012 in der WPSL Elite auflief.
Anfang 2013 schloss sich Osborne der neugegründeten NWSL-Franchise der Red Stars an. Ihr Ligadebüt gab sie am 14. April 2013 gegen den Seattle Reign FC, ihren einzigen Treffer in der NWSL erzielte sie am 19. Juni gegen Western New York Flash. Wenige Wochen vor dem Saisonstart 2014 gab sie ihren Rücktritt vom Profisport bekannt.

### Nationalmannschaft
Am 30. Januar 2004 gab Osborne ihr Länderspieldebüt für die US-amerikanische A-Nationalmannschaft. Bei der Weltmeisterschaft 2007 gewann sie mit den USA die Bronzemedaille.

### Als Trainerin
Osborne arbeitete von 2009 bis 2012 als Co-Trainerin des Santa Clara Broncos Women Soccer Teams.